# Masterboy/Diskografie
Diese Diskografie ist eine Übersicht über die musikalischen Werke der deutschen Eurodance-Band Masterboy. Ihre erfolgreichste Veröffentlichung ist die deutsche Top-10-Single und der europaweite Charterfolg von Feel the Heat of the Night.

## Alben

### Studioalben
| Jahr | Titel Musiklabel                         | Höchstplatzierung, Gesamtwochen, AuszeichnungChartplatzierungen (Jahr, Titel, Musiklabel, Platzierungen, Wochen, Auszeichnungen, Anmerkungen) | Höchstplatzierung, Gesamtwochen, AuszeichnungChartplatzierungen (Jahr, Titel, Musiklabel, Platzierungen, Wochen, Auszeichnungen, Anmerkungen) | Höchstplatzierung, Gesamtwochen, AuszeichnungChartplatzierungen (Jahr, Titel, Musiklabel, Platzierungen, Wochen, Auszeichnungen, Anmerkungen) | Höchstplatzierung, Gesamtwochen, AuszeichnungChartplatzierungen (Jahr, Titel, Musiklabel, Platzierungen, Wochen, Auszeichnungen, Anmerkungen) | Anmerkungen                                                              |
| Jahr | Titel Musiklabel                         | DE | AT | CH | UK | Anmerkungen                                                              |
| ---- | ---------------------------------------- | --- | --- | --- | --- | ------------------------------------------------------------------------ |
| 1991 | The Masterboy Family Polydor (PolyGram)  | — | — | — | — | Erstveröffentlichung: 19. September 1991                                 |
| 1993 | Feeling Alright Polydor                  | — | — | — | — | Erstveröffentlichung: 16. Juli 1993                                      |
| 1994 | Different Dreams Polydor                 | DE19 (11 Wo.)DE | — | CH23 (6 Wo.)CH | — | Erstveröffentlichung: 15. August 1994                                    |
| 1995 | Generation of Love – The Album Club Zone | DE37 (12 Wo.)DE | — | CH29 (3 Wo.)CH | — | Erstveröffentlichung: 30. Oktober 1995                                   |
| 1996 | Colours Club Zone                        | DE32 (4 Wo.)DE | — | CH39 (3 Wo.)CH | — | Erstveröffentlichung: 28. Oktober 1996                                   |
| 2006 | US-Album Klubbstyle                      | — | — | — | — | Erstveröffentlichung: 13. März 2006 feat. Freedom Williams & Linda Rocco |

### Kompilationen
| Jahr | Titel Musiklabel                | Höchstplatzierung, Gesamtwochen, AuszeichnungChartplatzierungen (Jahr, Titel, Musiklabel, Platzierungen, Wochen, Auszeichnungen, Anmerkungen) | Höchstplatzierung, Gesamtwochen, AuszeichnungChartplatzierungen (Jahr, Titel, Musiklabel, Platzierungen, Wochen, Auszeichnungen, Anmerkungen) | Höchstplatzierung, Gesamtwochen, AuszeichnungChartplatzierungen (Jahr, Titel, Musiklabel, Platzierungen, Wochen, Auszeichnungen, Anmerkungen) | Höchstplatzierung, Gesamtwochen, AuszeichnungChartplatzierungen (Jahr, Titel, Musiklabel, Platzierungen, Wochen, Auszeichnungen, Anmerkungen) | Anmerkungen                        |
| Jahr | Titel Musiklabel                | DE | AT | CH | UK | Anmerkungen                        |
| ---- | ------------------------------- | --- | --- | --- | --- | ---------------------------------- |
| 2000 | Best Of Zeitgeist Records (UMG) | DE54 (3 Wo.)DE | — | — | — | Erstveröffentlichung: 3. Juli 2000 |

## Singles

### Als Leadmusiker
| Jahr | Titel Album                                                        | Höchstplatzierung, Gesamtwochen, AuszeichnungChartplatzierungen (Jahr, Titel, Album, Platzierungen, Wochen, Auszeichnungen, Anmerkungen) | Höchstplatzierung, Gesamtwochen, AuszeichnungChartplatzierungen (Jahr, Titel, Album, Platzierungen, Wochen, Auszeichnungen, Anmerkungen) | Höchstplatzierung, Gesamtwochen, AuszeichnungChartplatzierungen (Jahr, Titel, Album, Platzierungen, Wochen, Auszeichnungen, Anmerkungen) | Höchstplatzierung, Gesamtwochen, AuszeichnungChartplatzierungen (Jahr, Titel, Album, Platzierungen, Wochen, Auszeichnungen, Anmerkungen) | Anmerkungen                                                   |
| Jahr | Titel Album                                                        | DE | AT | CH | UK | Anmerkungen                                                   |
| ---- | ------------------------------------------------------------------ | --- | --- | --- | --- | ------------------------------------------------------------- |
| 1990 | Dance to the Beat The Masterboy Family                             | DE26 (14 Wo.)DE | — | — | — | Erstveröffentlichung: Januar 1990                             |
| 1990 | Shake It Up and Dance The Masterboy Family                         | DE32 (12 Wo.)DE | — | — | — | Erstveröffentlichung: November 1990                           |
| 1991 | I Need Your Love The Masterboy Family                              | — | — | — | — | Erstveröffentlichung: Juli 1991 feat. Mendy Lee & M.C. A.T.B. |
| 1991 | Cause We Do It Again The Masterboy Family                          | — | — | — | — | Erstveröffentlichung: 1991                                    |
| 1991 | Keep on Dancing The Masterboy Family                               | — | — | — | — | Erstveröffentlichung: 1991                                    |
| 1992 | Noche del amor –                                                   | — | — | — | — | Erstveröffentlichung: 24. Juli 1992                           |
| 1993 | Fall in Trance Feeling Alright                                     | — | — | — | — | Erstveröffentlichung: 1993                                    |
| 1993 | Everybody Needs Somebody Feeling Alright                           | DE41 (9 Wo.)DE | AT24 (2 Wo.)AT | — | UK91 (1 Wo.)UK | Erstveröffentlichung: August 1993                             |
| 1994 | I Got to Give It Up Different Dreams                               | DE13 (19 Wo.)DE | AT25 (7 Wo.)AT | CH17 (11 Wo.)CH | — | Erstveröffentlichung: 11. Februar 1994                        |
| 1994 | Feel the Heat of the Night Different Dreams                        | DE8 (17 Wo.)DE | AT10 (12 Wo.)AT | CH16 (16 Wo.)CH | UK82 (1 Wo.)UK | Erstveröffentlichung: Juli 1994                               |
| 1994 | Is This the Love Different Dreams                                  | DE11 (13 Wo.)DE | AT8 (12 Wo.)AT | CH20 (8 Wo.)CH | — | Erstveröffentlichung: November 1994                           |
| 1995 | Generation of Love Generation of Love – The Album                  | DE16 (14 Wo.)DE | AT15 (9 Wo.)AT | CH19 (14 Wo.)CH | — | Erstveröffentlichung: 2. Juni 1995                            |
| 1995 | Anybody (Movin’ On) Generation of Love – The Album                 | DE26 (12 Wo.)DE | AT20 (10 Wo.)AT | CH29 (9 Wo.)CH | — | Erstveröffentlichung: September 1995                          |
| 1995 | Megamix –                                                          | — | — | — | — | Erstveröffentlichung: 1995                                    |
| 1995 | Different Dreams                                                   | — | — | — | — | Erstveröffentlichung: 1995                                    |
| 1995 | Feel the Force Generation of Love – The Album                      | — | — | — | — | Erstveröffentlichung: 1995                                    |
| 1996 | Land of Dreaming Generation of Love – The Album                    | DE12 (17 Wo.)DE | AT26 (6 Wo.)AT | CH20 (11 Wo.)CH | UK80 (1 Wo.)UK | Erstveröffentlichung: 3. Januar 1996                          |
| 1996 | Mister Feeling Colours                                             | DE12 (14 Wo.)DE | AT20 (12 Wo.)AT | CH16 (10 Wo.)CH | — | Erstveröffentlichung: 15. Juli 1996                           |
| 1996 | Show Me Colours Colours                                            | DE24 (8 Wo.)DE | AT23 (7 Wo.)AT | CH42 (3 Wo.)CH | — | Erstveröffentlichung: 7. Oktober 1996                         |
| 1996 | Baby Let It Be Generation of Love – The Album                      | — | — | — | — | Erstveröffentlichung: 1996                                    |
| 1997 | Just for You Colours                                               | DE50 (9 Wo.)DE | — | CH50 (1 Wo.)CH | — | Erstveröffentlichung: 27. Januar 1997                         |
| 1997 | La ola Hand in Hand Colours                                        | DE44 (6 Wo.)DE | — | — | — | Erstveröffentlichung: 28. Juli 1997                           |
| 1998 | Dancin’ Forever –                                                  | DE55 (1 Wo.)DE | — | — | — | Erstveröffentlichung: 5. Oktober 1998                         |
| 1999 | Porque te vas Best Of                                              | DE26 (9 Wo.)DE | — | CH21 (7 Wo.)CH | — | Erstveröffentlichung: 28. Juni 1999 Original: Jeanette        |
| 1999 | I Like to Like It Best Of                                          | DE47 (4 Wo.)DE | — | CH69 (2 Wo.)CH | — | Erstveröffentlichung: Dezember 1999                           |
| 2000 | Feel the Heat 2000 Best Of                                         | DE87 (1 Wo.)DE | — | — | — | Erstveröffentlichung: 12. Juni 2000                           |
| 2001 | Ride Like the Wind –                                               | — | — | — | — | Erstveröffentlichung: 2001 Original: Christopher Cross        |
| 2002 | I Need a Lover Tonight Greatest Hits of the 90’s & Beyond          | DE72 (5 Wo.)DE | — | — | — | Erstveröffentlichung: 2. Dezember 2002                        |
| 2003 | Feel the Heat of the Night 2003 Greatest Hits of the 90’s & Beyond | DE67 (4 Wo.)DE | AT51 (3 Wo.)AT | — | — | Erstveröffentlichung: August 2003                             |
| 2018 | Are You Ready (We Love the 90s) –                                  | — | — | — | — | Erstveröffentlichung: 27. April 2018 mit Beatrix Delgado      |

### Als Gastmusiker
| Jahr | Titel Album                    | Höchstplatzierung, Gesamtwochen, AuszeichnungChartplatzierungen (Jahr, Titel, Album, Platzierungen, Wochen, Auszeichnungen, Anmerkungen) | Höchstplatzierung, Gesamtwochen, AuszeichnungChartplatzierungen (Jahr, Titel, Album, Platzierungen, Wochen, Auszeichnungen, Anmerkungen) | Höchstplatzierung, Gesamtwochen, AuszeichnungChartplatzierungen (Jahr, Titel, Album, Platzierungen, Wochen, Auszeichnungen, Anmerkungen) | Höchstplatzierung, Gesamtwochen, AuszeichnungChartplatzierungen (Jahr, Titel, Album, Platzierungen, Wochen, Auszeichnungen, Anmerkungen) | Anmerkungen                                                            |
| Jahr | Titel Album                    | DE | AT | CH | UK | Anmerkungen                                                            |
| ---- | ------------------------------ | --- | --- | --- | --- | ---------------------------------------------------------------------- |
| 1996 | Love Message –                 | DE4 (20 Wo.)DE | AT12 (12 Wo.)AT | CH12 (13 Wo.)CH | — | Erstveröffentlichung: 5. Februar 1996 mit Love Message                 |
| 1996 | Children –                     | DE19 (13 Wo.)DE | AT31 (6 Wo.)AT | CH12 (15 Wo.)CH | — | Erstveröffentlichung: 4. April 1996 mit Hand in Hand for Children e.V. |
| 1997 | Children Need a Helping Hand – | DE25 (15 Wo.)DE | AT20 (10 Wo.)AT | CH8 (10 Wo.)CH | — | Erstveröffentlichung: 23. Juli 1997 mit Hand in Hand for Children e.V. |
| 2011 | Dance to the Beat 2K11 –       | — | — | — | — | Erstveröffentlichung: 16. September 2011 Tommy & Tibby feat. Masterboy |

## Musikvideos
| Jahr | Titel                      | Regisseur(e)      |
| ---- | -------------------------- | ----------------- |
| 1990 | Dance to the Beat          |                   |
| 1991 | Shake It Up and Dance      |                   |
| 1992 | Keep on Dancing            |                   |
| 1993 | Everybody Needs Somebody   |                   |
| 1994 | I Got to Give It Up        | Marco Nunneli     |
| 1994 | Feel the Heat of the Night | Kai von Kotze     |
| 1994 | Is This the Love           |                   |
| 1995 | Generation of Love         | Jonathan Bate     |
| 1995 | Anybody (Movin’ On)        | Gregor Schnitzler |
| 1996 | Love Message               | Matthias Morick   |
| 1996 | Land of Dreaming           | Jonathan Bate     |
| 1996 | Mister Feeling             | Jonathan Bate     |
| 1996 | Show Me Colours            | Jonathan Bate     |
| 1997 | Just for You               | Patric Ullaeus    |
| 1997 | La Ola Hand in Hand        | Ragnar Jansson    |
| 1998 | Dancin’ Forever            |                   |
| 1999 | Porque te vas              |                   |
| 2000 | I Like to Like It          |                   |
| 2000 | Feel the Heat 2000         |                   |
| 2002 | I Need a Lover Tonight     | Nikolaj Georgiew  |

## Sonderveröffentlichungen

### Alben
| Jahr | Titel Musiklabel                            | Anmerkungen                                                                                  |
| ---- | ------------------------------------------- | -------------------------------------------------------------------------------------------- |
| 1997 | Singles Collection –                        | Erstveröffentlichung: 1997 Veröffentlichung nur in Bulgarien                                 |
| 1997 | La Légende Des Best-Sellers Polydor         | Erstveröffentlichung: 1997 Veröffentlichung nur in Frankreich; Teil der „Best-Sellers“-Reihe |
| 2001 | The Heat of the Night Polydor (UMG)         | Erstveröffentlichung: 2001 Veröffentlichung nur in Deutschland                               |
| 2005 | Greatest Hits of the 90’s & Beyond EQ Music | Erstveröffentlichung: 14. November 2005 Veröffentlichung nur in Singapur                     |
| 2006 | The Best Танцевальный Рай                   | Erstveröffentlichung: 2006 Veröffentlichung nur in Russland; Teil der „The-Best“-Reihe       |

### Lieder
| Jahr | Titel Album                                         | Anmerkungen                                                              |
| ---- | --------------------------------------------------- | ------------------------------------------------------------------------ |
| 1991 | Hohe Berge (Remixed By Masterboy) –                 | Erstveröffentlichung: 1991 Interpretation: Frl. Menke                    |
| 1993 | Passion (Ragga Remix) Passion – The Remixes         | Erstveröffentlichung: 1993 Interpretation: Cardenia                      |
| 1993 | Last Night a DJ Saved My Life (Masterboy 12″ Mix) – | Erstveröffentlichung: 1993 Interpretation: Dirty Talk.                   |
| 1995 | Wham Bam! (Masterboy Euro Mix) –                    | Erstveröffentlichung: 1995 Interpretation: Stay-C                        |
| 1995 | Magic Touch (Radio Edit Vox Version) –              | Erstveröffentlichung: 1995 Interpretation: Cymurai                       |
| 1995 | Destination (Masterboy Club Mix) –                  | Erstveröffentlichung: 1995 Interpretation: Feldman                       |
| 1995 | Save Me (Remix) –                                   | Erstveröffentlichung: 1995 Interpretation: Activate                      |
| 1995 | Laila (Masterboy Mix) –                             | Erstveröffentlichung: 1995 Interpretation: B.S.                          |
| 1995 | Freedom Forever (Masterboy RMX) –                   | Erstveröffentlichung: 1995 Interpretation: Power Sound                   |
| 1996 | Let Go (Maxi-Euro-Dance Version) –                  | Erstveröffentlichung: 1996 Interpretation: Cymurai                       |
| 1996 | Stars (Masterboy Remix) –                           | Erstveröffentlichung: 1996 Interpretation: Charly Lownoise & Mental Theo |
| 1996 | Music for Money (Maxi MB Mellow Mix) –              | Erstveröffentlichung: 9. September 1996 Interpretation: Ice MC           |
| 2000 | 2 Times (Master Boy Club Version) Dreams            | Erstveröffentlichung: 14. Januar 2000 Interpretation: Ann Lee            |

| Jahr | Titel Album                              | Anmerkungen                                                                      |
| ---- | ---------------------------------------- | -------------------------------------------------------------------------------- |
| 1996 | We Are the Champions Queen Dance Traxx 1 | Erstveröffentlichung: 31. Oktober 1996 als Teil von Acts United; Original: Queen |

## Promoveröffentlichungen
| Jahr | Titel Album                          | Anmerkungen                                            |
| ---- | ------------------------------------ | ------------------------------------------------------ |
| 1991 | Masterboy Theme The Masterboy Family | Erstveröffentlichung: 1991 Verkäufe: 2.000 (limitiert) |
| 1996 | I Want to Break Free Colours         | Erstveröffentlichung: 1996 Original: Queen             |

## Statistik

### Chartauswertung
|                     | DE    | AT    | CH    | UK    |
| ------------------- | ----- | ----- | ----- | ----- |
| Nummer-eins-Alben   | DE—DE | AT—AT | CH—CH | UK—UK |
| Top-10-Alben        | DE—DE | AT—AT | CH—CH | UK—UK |
| Alben in den Charts | DE4DE | AT—AT | CH3CH | UK—UK |

|                       | DE     | AT     | CH     | UK    |
| --------------------- | ------ | ------ | ------ | ----- |
| Nummer-eins-Singles   | DE—DE  | AT—AT  | CH—CH  | UK—UK |
| Top-10-Singles        | DE2DE  | AT2AT  | CH1CH  | UK—UK |
| Singles in den Charts | DE22DE | AT13AT | CH14CH | UK3UK |